# Dialister pneumosintes
Il Dialister pneumosinthes   è una specie di batterio appartenente alla famiglia delle Acidaminococcaceae.